# La Galère des étoiles
La Galère des étoiles (Star Warped) est un jeu vidéo d'aventure en pointer-et-cliquer développé par Palladium Interactive et édité par Parroty Interactive, sorti en 1997 sur Windows et Mac. Il parodie la première trilogie de Star Wars.

## Accueil
- AllGame : 4,5/5[1]
- PC Jeux : 63 %[2]